# Reinfeld (Holstein)
Reinfeld (Holstein) – miasto w Niemczech, w kraju związkowym Szlezwik-Holsztyn, w powiecie Stormarn, siedziba urzędu Nordstormarn. W 2008 r. miasto liczyło 8 535 mieszkańców.

## Współpraca zagraniczna
- Kaliska, Polska
- Neubukow, Meklemburgia-Pomorze Przednie
- Saint-Pryvé-Saint-Mesmin, Francja